# Тянь-Шаньська астрономічна обсерваторія
Тянь-Шаньська астрономічна обсерваторія (ТШАО) — астрономічна обсерваторія в Казахстані, підпорядкована Астрофізичному інституту імені Фесенкова. Знаходиться поблизу Великого Алма-Атинського озера, в 30 км південніше Алмати. Є однією з трьох обсерваторій інституту Фесенкова, разом з обсерваторіями Каменське плато та Аси-Тургень. Найважливіші інструменти обсерваторії — два 1-метрові телескопи Цейс-1000, а також розташований поруч 12-метровий радіотелескоп ТНА-57.

## Історія
Обсерваторія була заснована 1956 року (за іншими даними — 1954 або 1957 року). До розпаду СРСР вона належала Державному астрономічному інституту імені Штернберга (Московський університет). 1996 перейшла в підпорядування Астрофізичного інституту імені Фесенкова. Тривалий час інституту не вистачало коштів, щоб підтримувати спостережне обладнання на сучасному рівні, але в 2010-ті роки була проведена повноцінна модернізація основних інструментів обсерваторії. З часом на роботу обсерваторії починає впливати світлове забруднення від Алмати, але багатьом видам астрономічних спостережень воно поки що не сильно заважає.

## Будівлі й інструменти
Основні інструменти обсерваторії — два телескопи Carl Zeiss з діаметром зекралу 1 метр, встановлені 1991 року. Астрономи обсерваторії називають їх «Східний» та «Західний». 2013—2014 років було проведено повну модернізацію обох телескопів, замінено систему управління, і тепер телескопами можна було керувати через інтернет. На «Західному» телескопі встановлено спектрограф.
На одній території з Тянь-Шаньською астрономічною обсерваторією знаходиться Спеціальна Сонячна обсерваторія, яка спеціалізується на дослідженнях Сонця.
На території обсерваторії є житлові будиночки для вчених і готель для гостей обсерваторії.
Поруч з обсерваторією знаходиться радіополігон «Орбіта», що містить радіотелескоп для вивчення радіовипромінювання Сонця і прилади для дослідження верхніх шарів атмосфери Землі.
В кількох кілометрах від обсерваторії знаходиться ще один науковий об'єкт — «Космостанція» (Тянь-Шаньська високогірна наукова станція ФІАН). Заснована 1958 року Космостанція займається реєстрацією частинок космічних променів.

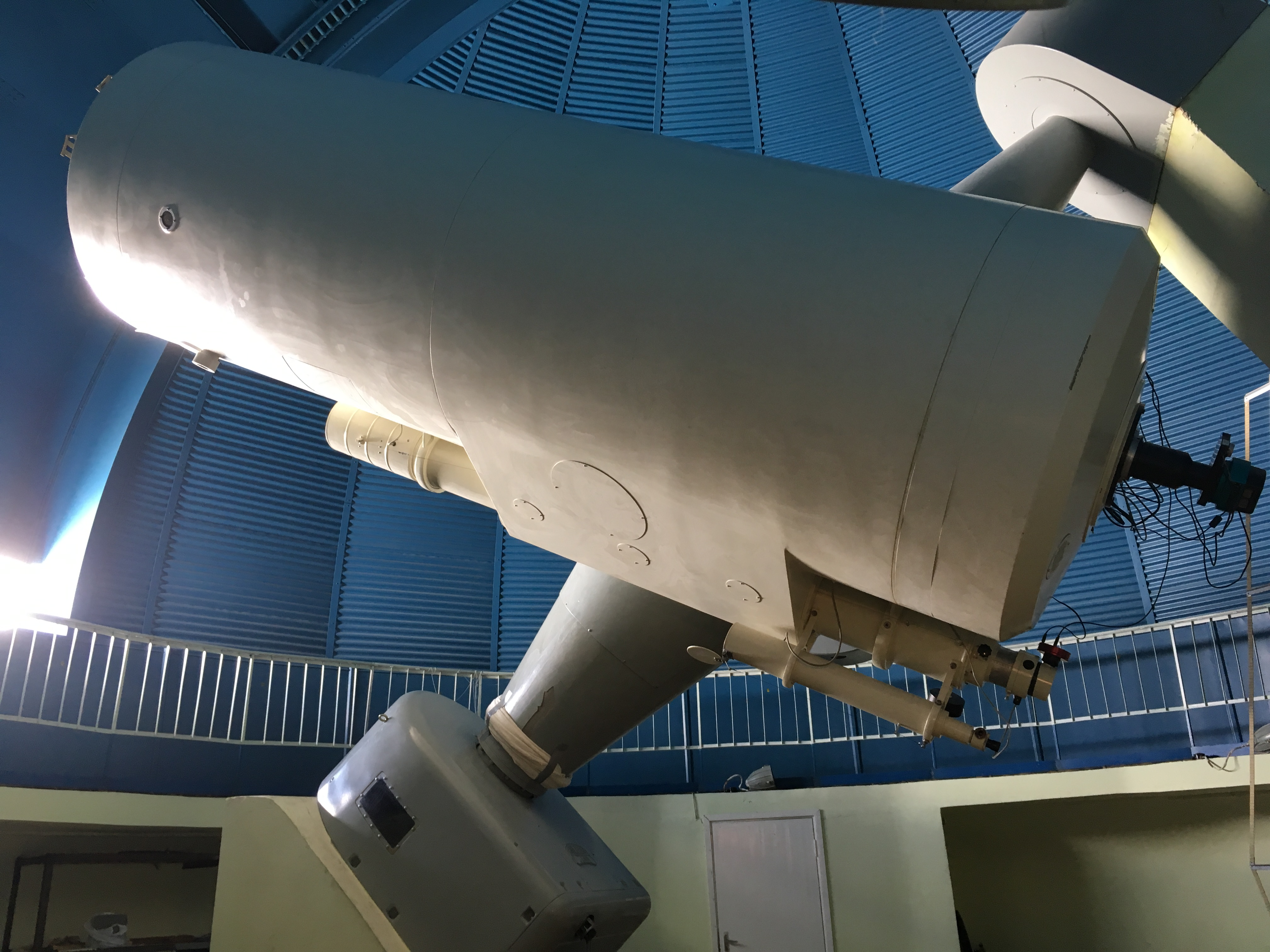
Телескоп Zeiss-1000
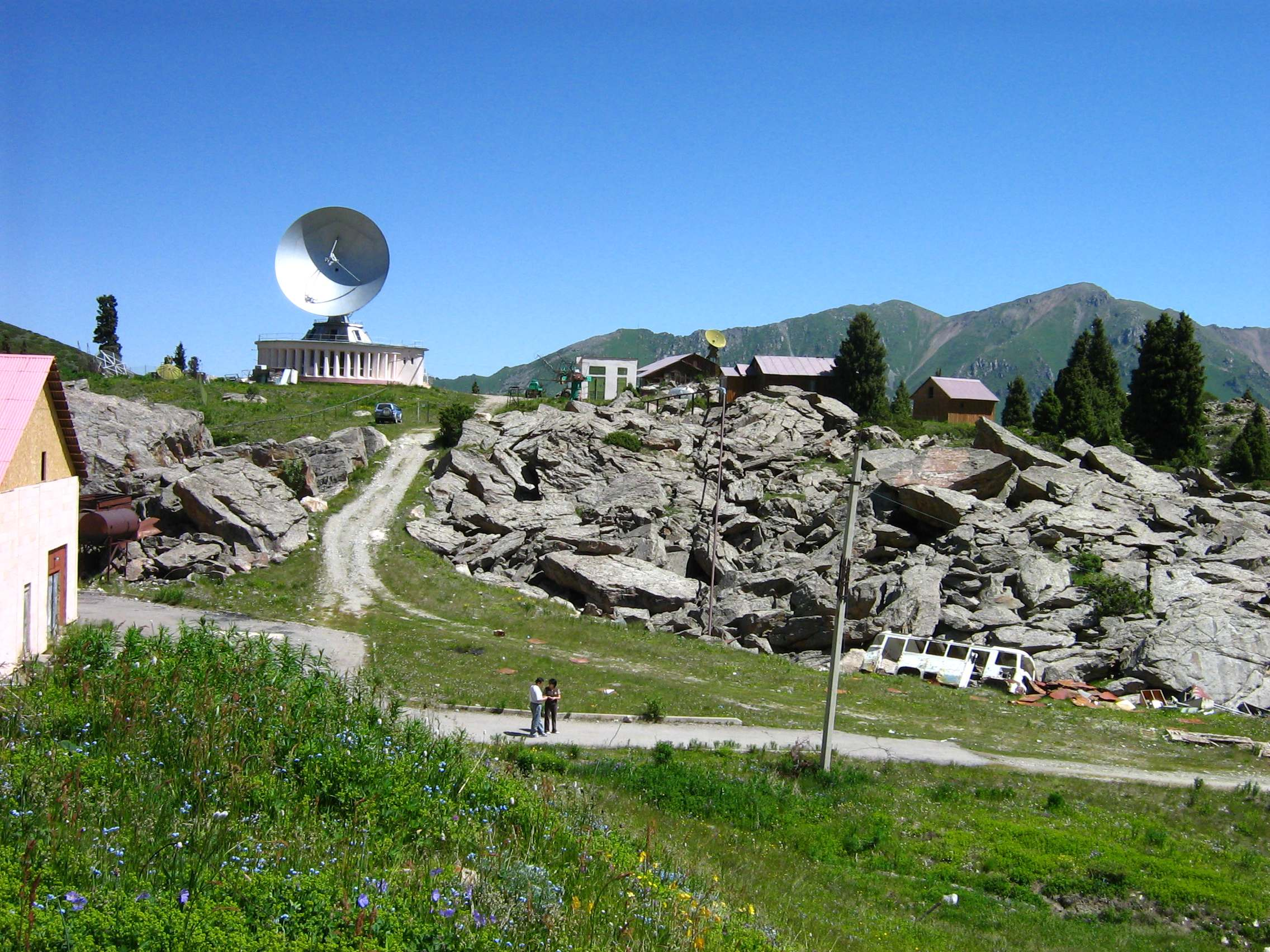
Вид на радіополігон «Орбіта»